# Год собаки (фильм, 1994)
«Год Собаки» — драматический фильм режиссёра Семёна Арановича, совместное производство России и Франции. Последняя режиссёрская работа Арановича.

## Сюжет
Бывший уголовник Сергей знакомится с Верой — немолодой несчастной женщиной, которая живёт в общежитии. После того, как Сергей совершает очередное преступление, они бегут вместе и по дороге случайно попадают в зону, заражённую радиацией. Сергей решает там остаться, но Вера не покидает его. В этот момент в зону наведываются трое мародёров…

## В ролях
- Инна Чурикова — Вера Морозова
- Игорь Скляр — Сергей Кожин
- Александр Феклистов — Лобанов
- Михаил Дорофеев — Николай Иванович
- Сергей Бобров — Кузя
- Геннадий Меньшиков — Николай
- Эра Зиганшина — Раиса Кожина
- Валентина Ковель — бабушка Сергея
- Роберт Вааб — Максим, комендант общежития
- Ирина Полянская — Маня
- Анастасия Мельникова — певица
- Виктор Сухоруков — продавец бюстгалтеров
- Алексей Нилов — сосед Веры
- Розалия Котович — вахтёрша

## Съёмки
По словам сценариста фильма Вадима Михайлова, основа для сценария взята из газеты «Комсомольская правда», где была напечатана небольшая заметка про зека, который сбежал из колонии, дошёл до чернобыльской зоны, прожил там несколько месяцев и умер от лучевой болезни.

## Призы и награды
- 1994 — Серебряный медведь за выдающийся вклад в искусство Семёну Арановичу и приз Мира на 44-м Международном кинофестивале в Берлине.
- 1994 — Приз за лучшую мужскую роль (Игорь Скляр) фестиваля «Кинотавр» (Сочи).
- 1994 — номинация на премию «Ника» (лучший актёр, лучший композитор).

## Съёмочная группа
- Автор сценария: Семён Аранович, Альбина Шульгина, Вадим Михайлов, Зоя Кудря
- Режиссёр: Семён Аранович
- Оператор: Юрий Шайгарданов
- Художник: Марксэн Гаухман-Свердлов, Виктор Иванов
- Композитор: Олег Каравайчук
- Звукорежиссёр: Алиакпер Гасан-заде